# غوين كوبر
غوين كوبر (بالإنجليزية: Gwen Cooper)‏ هي كاتِبة أمريكية، ولدت في 24 أكتوبر 1971.

## وصلات خارجية
- الموقع الرسمي